# Ciało bardzo niepedagogiczne
Ciało bardzo niepedagogiczne (ang. Lower Learning) – amerykańska komedia z 2008 roku w reżyserii Marka Lefferty'ego.

## Opis fabuły
Szkoła imienia Geraldine Ferraro ma zostać zlikwidowana. Placówka ma fatalną opinię. Uczniowie nie uczą się. Nauczyciele są leniwi, a dyrektor jest chciwy. Tylko wicedyrektor Tom Willoman (Jason Biggs) dba o dobre imię szkoły. Aby uchronić placówkę przed zamknięciem, musi zmotywować nauczycieli do pracy i udowodnić nieuczciwość dyrektora.

## Obsada
- Jason Biggs jako wicedyrektor Tom Willoman
- Eva Longoria Parker jako Rebecca Seabrook
- Will Sasso jako Jesse Buchwald
- Rob Corddry jako dyrektor Harper Billings
- Ryan Newman jako Carlotta
- Andy Pessoa jako Walter
- Zachary Gordon jako Frankie Fowler
- Monica Potter jako Laura Buchwald
- Kyle Gass jako Decatur Doublewide
- Ed Helms jako Maurice
- Erik Palladino jako Smooth Bob Willoman
- Miranda Bailey jako Melody
- Sandy Martin jako Olympia Parpadelle